# Come My Fanatics...
Come My Fanatics... es el segundo álbum de estudio de la banda inglesa de doom metal Electric Wizard. El disco salió a la venta en enero de 1997 a través de Rise Above Records y lo produjeron Rolf Startin, Mike Hurst y Jus Oborn, vocalista y guitarrista del grupo. Oborn describió su lanzamiento como una reacción al sonido de su trabajo anterior, que consideraba que no sonaba tan pesado como quería. Lee Dorrian, vocalista de Napalm Death y Cathedral, consideró que Come My Fanatics... rompió el sonido del doom metal tradicional con un enfoque sin pulir.
Los elementos temáticos del álbum están basados en películas de terror de la década de 1970, películas de moteros y las obras de H.P. Lovecraft, además tres de las canciones tratan sobre abandonar la Tierra para evitar un inminente desastre ambiental. Al disco le siguió una gira con Cathedral y reseñas positivas por parte de publicaciones como Kerrang! o Metal Hammer. Come My Fanatics... continuó recibiendo elogios en críticas retrospectivas, como en Terrorizer donde lo consideraban como «el despertar que la escena del doom británico necesitaba».

## Producción

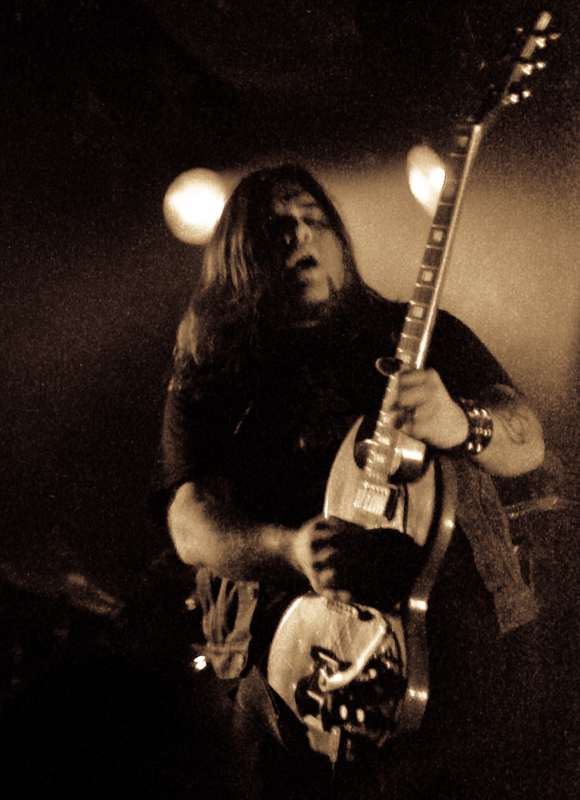
Jus Oborn declaró que el sonido de Come My Fanatics... fue en respuesta a su primer trabajo, que no sonaba tan pesado como esperaba.

### Trasfondo
Antes de la formación de Electric Wizard, el vocalista y guitarrista Jus Oborn estaba principalmente interesado en el death metal, aunque después de escuchar a Black Sabbath bajo la influencia de setas alucinógenas, decidió llevar su música en una dirección diferente. Por aquellos momentos, Oborn era miembro de una banda llamada Eternal que estaba próxima a su separación y según declaró: «Tuve una visión de hacer música doom. El resto de los tipos estaban interesados simplemente en Alice in Chains».
Tras su fundación, Electric Wizard grabó su debut homónimo, que salió a la venta en 1996, aunque Oborn no estuvo satisfecho con su grabación, a la que encontró «más ligera» de lo que había querido. El vocalista declaró con posterioridad: «Fuimos a un gran y elegante estudio, y pensamos: “Oh, no, vamos a tener que hacer lo que nos digan”». Esto llevó a que, según Oborn, su siguiente álbum «tuviera que sonar bien esta vez». Sobre el proceso de grabación, el músico apuntó que «nuestro país no estaba en un buen estado. Y el heavy metal estaba totalmente jodido en ese momento. Realmente estábamos haciendo una declaración musical. Cuando eres más joven, todo es una reacción contra el mundo».

### Grabación
Oborn encontró al productor Rolf Startin, que compartía el deseo del grupo por la crudeza y el sentimiento, mediante el listín telefónico. Tras la llegada de Startin, el trío grabó Come My Fanatics... en los Red Dog Studios en julio de 1996. Años más tarde, Oborn describió la producción del álbum como «técnicamente nula» y remarcó que era «muy difícil hacer las cosas deliberadamente mal. Simplemente sucedió. Fue exactamente el sonido que estábamos tratando de crear».
Algunas canciones del disco contienen samples de películas, como en «Return Trip», que incluye una porción del largometraje Cannibal Ferox. Las muestras de las cintas de terror provinieron del trapicheo de video nasties en un puesto del mercado de Wimborne Minster, en Dorset, donde residían los miembros de la agrupación. Por su parte, el tema «Invixor B/Phase Inducer» es una pieza instrumental con una introducción realizada por accidente cuando la banda experimentaba con un sample de drum and bass en el estudio. Oborn señaló que «un montón de gente a nuestro alrededor estaba metida en la música electrónica y el drum and bass y nosotros estábamos bastante impresionados, incluso aunque no nos gustara la música» y destacó el trabajo Six Million Ways to Die (1996) de Cutty Ranks, que «era brutal en el uso de muestras y eso fue algo que pensamos que podíamos aportar a nuestra música».

## Música y temática

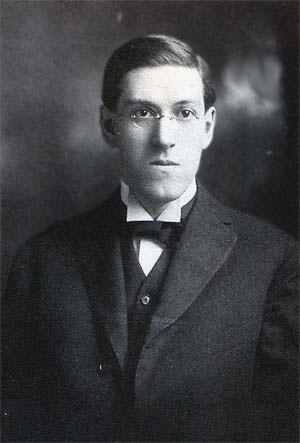
Las obras de H.P. Lovecraft, en la imagen, sirvieron como influencia para la temática del álbum.

Lee Dorrian, propietario de la discográfica Rise Above Records y vocalista de Cathedral, declaró que el sonido de la banda en el álbum «de alguna manera logró romper el molde del doom metal tradicional» y señaló que los grupos anteriores de dicho género eran «muy taciturnos, lentos y llegaban a ser bastante desagradables». Dan Franklin, periodista de The Quietus, destacó que el estilo musical del conjunto era «completamente distinto a las tendencias sorprendentemente espirituales de Trouble y otras bandas» y remarcó su «sonido espeso, caótico y aplastante». Eduardo Rivadavia de Allmusic, apuntó que «incluso el más experimentado de los metalheads no podría evitar sentirse abrumado por su poder». Por su parte, Dorrian relató sobre su primera escucha del álbum:

Cuando lo escuché por primera vez, estaba como «maldita sea, no puedo escuchar la batería»; pero me di cuenta de que era una suerte que estuviera completamente enterrada. Me drogué y lo escuché en mi cama y pensé que era lo más increíble que había escuchado.

La música del disco contiene influencias de películas de terror de los años 1970, películas de moteros y las obras de H.P. Lovecraft. Oborn había leído al autor estadounidense desde sus primeros años de adolescencia y admiraba su trabajo, particularmente la idea «de que el arte debe ser de otro mundo y tener esta sensación de miedo y de algo más allá de nuestro entendimiento. Tomé eso como influencia y no los monstruos con tentáculos en la cabeza». El vocalista también recalcó que Come My Fanatics... lo concibieron como una «obra de escapismo» desarrollada a partir de una «sensación insular y clandestina de que íbamos a nuestra perdición como planeta y nadie en el mundo tenía un jodido indicio sobre ello». Además, afirmó que las tres últimas canciones del álbum, «Ivixor B / Phase Inducer», «Son of Nothing» y «Solarian 13», hacen un relato sobre abandonar La Tierra porque estaba «jodida»:

... las autoridades no están haciendo nada al respecto y no se preocupan por las personas más pobres. Eso estaba detrás de todo. Puede parecer más ampliamente reconocido ahora, pero tiene más que ver con internet y la educación de las personas acerca de cómo es el mundo. En aquel entonces, se consideraba paranoico y underground si creías que el mundo estaba controlado por las autoridades y nadie realmente se preocupaba por nosotros.

## Lanzamiento

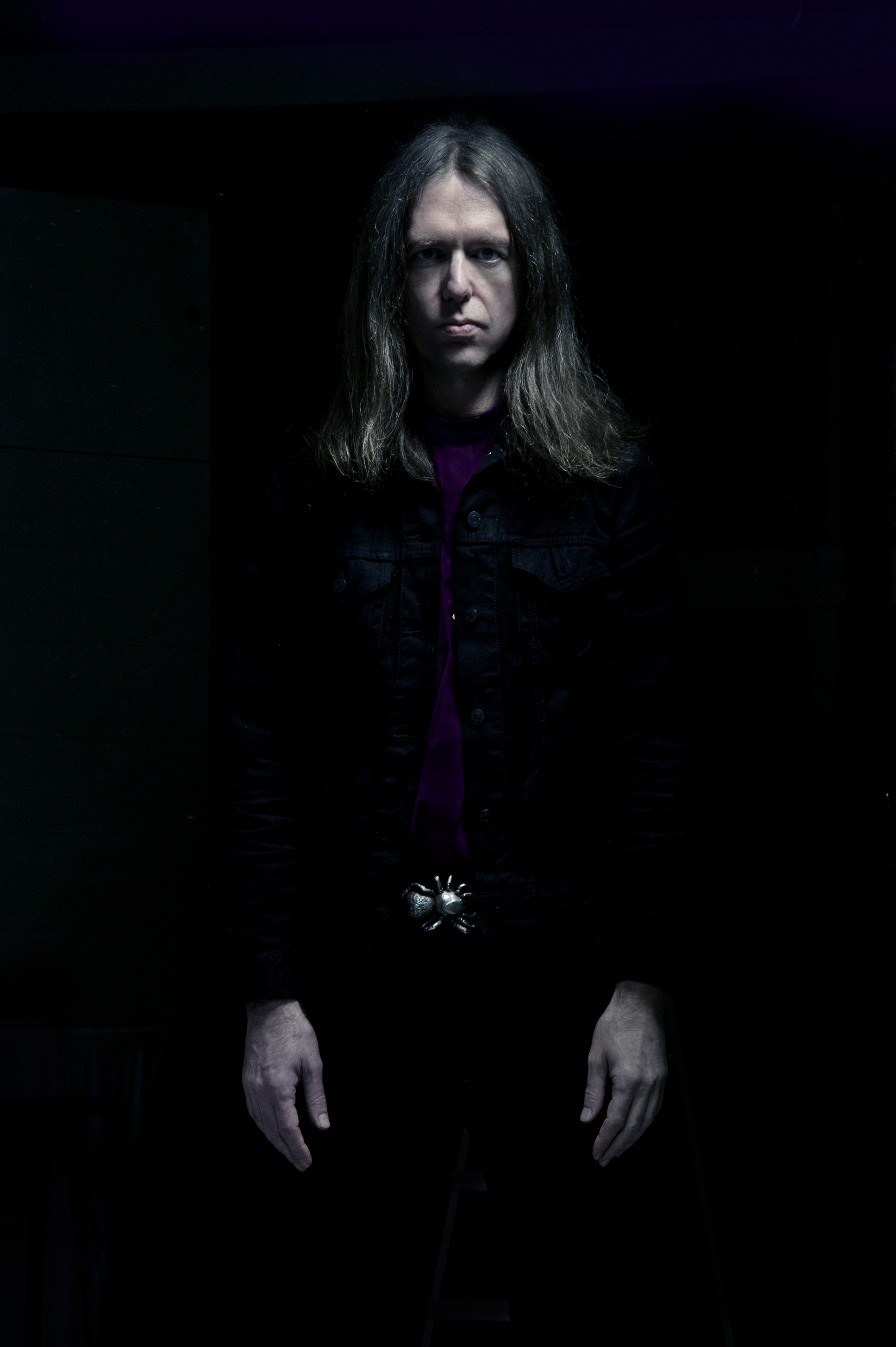
Lee Dorrian, en la fotografía, consideró el lanzamiento de Come My Fanatics... como «el punto de inflexión de todo».

Come My Fanatics... salió a la venta en enero de 1997 a través de Rise Above Records. Lee Dorrian había intentado con anterioridad promover el doom metal en el Reino Unido mediante trabajos recopilatorios como Dark Passages, con canciones de Penance, Revelation y Mourn, para determinar una escena británica. El propietario de Rise Above apuntó posteriormente que el lanzamiento de Come My Fanatics... fue «el punto de inflexión de todo». La revista Terrorizer hizo eco de estas declaraciones y en 2012 consideró al disco «el despertar que necesitaba la escena doom en el Reino Unido y demostró que no se trataba únicamente de camisas con volantes y morbilidad gótica».
En 1999, Rise Above reeditó Come My Fanatics... con una nueva portada, basada en el documental televisivo The Power Of The Witch (1971), y que mostraba a Anton LaVey y sus acólitos. Para crear la carátula, Jus Oborn pausó su copia en vídeo del documental, calcó la imagen del televisor y posteriormente le incorporó un fondo espacial. En Japón la reedición del álbum incluyó la pista adicional «Return to the Sun of Nothingness». En 2011, Come My Fanatics... ingresó en la lista finlandesa de álbumes, donde alcanzó la vigésimo octava posición.

### Gira y publicaciones posteriores
Tras el lanzamiento del disco, Electric Wizard realizó una gira por Reino Unido con Cathedral en febrero de 1997 y otra por Europa junto a sus compañeros de discográfica, Mourn. Otra serie de conciertos a comienzos de abril junto a The Blood Divine y Orange Goblin había sido planeada, pero la banda decidió cambiar de idea.
Después de la publicación de Come My Fanatics..., la agrupación puso a la venta el EP Supercoven (1998). Por su parte, su siguiente trabajo de estudio, Dopethrone, no sería puesto a la venta hasta cuatro años más tarde y Oborn comentaría sobre el receso: «Yo diría con seguridad que hubo un periodo en el que nos separamos. Pero simplemente no se lo dijimos a nadie».

## Recepción
Tras su lanzamiento, Come My Fanatics... recibió reseñas positivas de revistas de heavy metal/rock como Terrorizer, Kerrang! y Metal Hammer. Terrorizer señaló que «está en la órbita del Space Ritual de Hawkwind y eso es un cumplido en sí mismo». Por su parte, Metal Hammer lo llamó «realmente increíble y sólo tienes que escuchar la canción de apertura, «Return Trip», para saber que es impresionante», mientras que Kerrang! declaró que Electric Wizard han publicado uno de los más pesados de la memoria reciente y concluyó que «"clásico" es la única palabra para describirlo».
Las críticas retrospectivas fueron también principalmente positivas. The Guardian apuntó que «la visión de Oborn de crear la música más pesada imaginable se puso en práctica con Come My Fanatics... de 1997, un disco tan devastadoramente lento, pesado y desagradable que hizo que todo lo demás a su alrededor sonara anémico y vulgar». AllMusic llamó al álbum «absolutamente colosal» y «esencialmente doom», y que canciones como «Doom-Mantia» y «Son of Nothing» «pondrían a prueba la paciencia de los oyentes no iniciados, pero incluso la mejor experiencia religiosa bien vale la pena el largo proceso de conversión». La revista Kerrang! la situó como una de las mejores obras de metal y remarcó que «cuando creó el estruendo misantrópico de Come My Fanatics... [Electric Wizard] eran, sencillamente, la banda más pesada de la Tierra». Por su parte, Jus Oborn destacó que «honestamente no puedo recordar haberlo grabado, así que es como escuchar a otra banda y me gusta mucho ese álbum».

## Lista de canciones
Todas la música compuesta por Electric Wizard. Letras escritas por Jus Oborn.
| N.º | Título                     | Duración |  |
| 1.  | «Return Trip»              | 10:15    |  |
| 2.  | «Wizard in Black»          | 8:15     |  |
| 3.  | «Doom-Mantia»              | 8:35     |  |
| 4.  | «Ivixor B / Phase Inducer» | 8:40     |  |
| 5.  | «Son of Nothing»           | 6:50     |  |
| 6.  | «Solarian 13»              | 8:08     |  |

| Pista adicional de la edición japonesa |                                    |          |  |
| N.º                                    | Título                             | Duración |  |
| 7.                                     | «Return to the Son of Nothingness» | 6:38     |  |

Fuente: Libreto del álbum Come My Fanatics....

## Créditos
| - Jus Oborn – guitarra, voz, efectos, producción y mezcla - Tim Bagshaw – bajo y efectos - Mark Greening – batería | - Rolf Startin – producción y mezcla - Mike Hurst – producción y mezcla |

Fuente: Libreto del álbum Come My Fanatics....